# Kleine blinkslak
De kleine blinkslak (Aegopinella pura) is een slakkensoort uit de familie van de Oxychilidae. De wetenschappelijke naam van de soort werd in 1830 voor het eerst geldig gepubliceerd door Joshua Alder.

## Kenmerken
Het rechts-gewonden slakkenhuisje is laag taps toelopend met 3½ tot 4½ matig convexe windingen die langzaam en gelijkmatig toenemen. De naad is erg vlak. De kast is 3,5 tot 5 mm breed en 2,0 tot 2,7 mm hoog. De omtrek is zeer licht geschouderd tot zeer licht gekield. De topwinding wordt in het laatste kwart iets breder naar de mond toe, maar valt niet af. De mond is enigszins schuin elliptisch, afgezien van de snede door de voorgaande winding. De mondrand is recht en puntig. De navel is breed en enigszins excentriek; het neemt ongeveer een kwart van de breedte van de behuizing in beslag.
De schaal is dunwandig en doorschijnend, en is kleurloos tot licht hoornkleurig. Het oppervlak vertoont duidelijke groeistrepen die elkaar kruisen met onderbroken spiraalvormige strepen (alleen zichtbaar met de microscoop bij een vergroting van 35-40x). Het oppervlak glanst slechts zwak. Het zachte lichaam van de slak zelf is lichtgrijs tot donkergrijs met twee zwarte lijnen langs de zijkanten, vaak met zwarte vlekken. Het hoofd en de bovenste tentakels zijn donkergrijs van kleur.

### Vergelijkbare soorten
De kleine blinkslak is beduidend kleiner dan de andere Aegopinella-soorten. Hij is strakker opgerold en kan dus worden onderscheiden van juvenielen van andere Aegopinella-soorten (ook omdat het bij gelijke grootte meer windingen heeft). Het heeft ook duidelijke spiraalvormige strepen.

## Geografische spreiding en leefgebied
Het verspreidingsgebied strekt zich uit van de Britse Eilanden en Frankrijk, via Centraal-Europa, Noord-Italië en Zuid-Scandinavië tot Oost-Europa, de Kaukasus en Noord-Iran. Het werd waarschijnlijk antropogeen geïntroduceerd in IJsland en de kustgebieden van Noord-Noorwegen. Het wordt ook gevonden op Corsica en Sardinië, terwijl het afwezig is op andere mediterrane eilanden.
De soort leeft in de strooisel- en humuslaag, maar ook onder dood hout, in matig vochtige leefgebieden, in loofbossen, rijen struiken en bosjes, voornamelijk op kalkrijke bodems. In de bergen is het ook te vinden in de grasbanden van rotswanden. In Zwitserland stijgt het tot 2.300 meter boven de zeespiegel, in Bulgarije zelfs tot 2.400 meter.